# 1096

## Události
- Břetislav II. vypudil mnichy slovanské liturgie ze Sázavského kláštera a nahradil je řeholníky latinskými, konec užívání staroslověnštiny na českém území.
- začínají první a lidová křížová výprava, křižáci poraženi u Nikaie
- konec dubna – fanatičtí poutníci do Svaté země zmasakrovali Židy u Špýru
- květen – fanatičtí poutníci do Svaté země v Praze začali vraždit Židy a nutili je křtu
- První doložené záznamy o probíhající výuce na Oxfordské univerzitě
- Porýnský masakr

## Narození
- ? – Ermengarda z Maine, hraběnka z Anjou a Maine, babička anglického krále Jindřicha II. Plantageneta († 14. ledna 1126)
- ? – Štěpán III. z Blois, poslední normanský král Anglie († 25. října 1154)

## Úmrtí
- 21. října – Gautier Sans-Avoir, francouzský rytíř a pán z Poissy, jeden z předních vůdců lidové části první křížové výpravy
- 11. listopadu – Werner I. Habsburský, hrabě, třetí syn Radbota z Habsburgu (* 1030)

## Hlava státu
- České knížectví – Břetislav II.
- Svatá říše římská – Jindřich IV.
- Papež – Urban II.
- Anglické království – Vilém II. Ryšavý
- Francouzské království – Filip I.
- Polské knížectví – Vladislav I. Herman
- Uherské království – Koloman
- Byzantská říše – Alexios I. Komnenos